# بويار

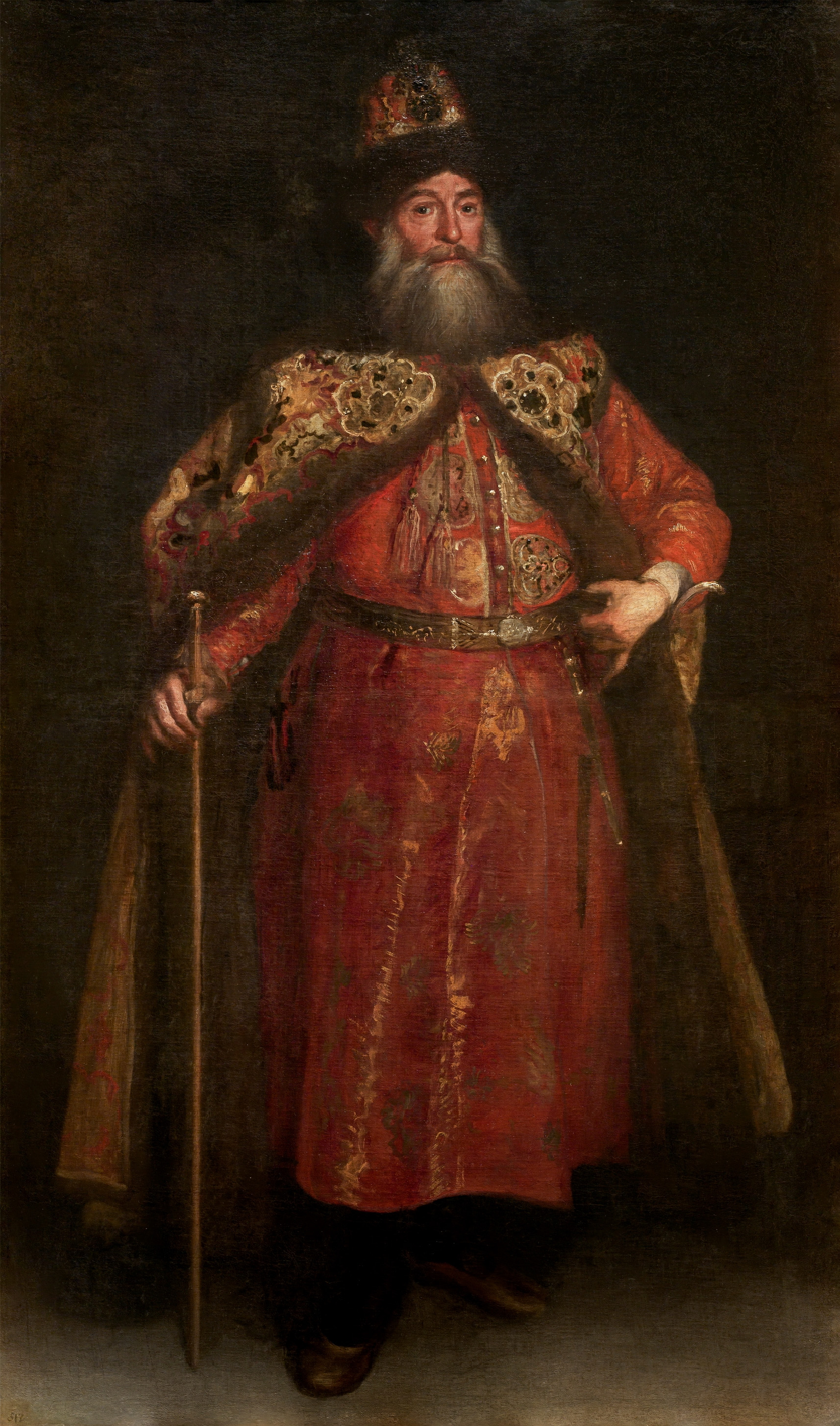
صورة البويار الروسي بيوتر بوتمكين (Pyotr Potemkin) بريشة خوان كارينو دي ميراندا (Juan Carreño de Miranda)، من 1681 إلى 1682

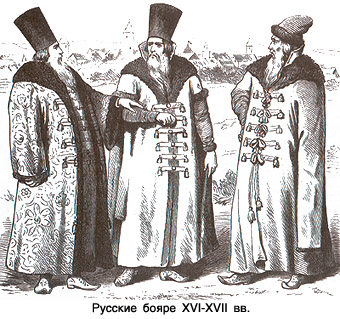
مجموعة من البويار الروس في القرنين السادس عشر والسابع عشر

إن البويار أو البوليار ((بالبلغارية: боляр or болярин)‏; (بالأوكرانية: буй or боярин)‏; (بالرومانية: boier)‏ ; (باليونانية: βογιάρος)‏) هو أعلى الأفراد رتبة في الأرستقراطيات الإقطاعية البلغارية والموسكوفية والنبلاء في «كييف روس» وصربيا والأفلاق ومولدوفا الأرستقراطية؛ حيث لم يكن يعلوه مكانة إلا الأمراء (في بلغاريا، القياصرة) من القرن العاشر وحتى القرن السابع عشر. وقد استمرت تلك الرتبة كلقب في روسيا وفنلندا، حيث كانت تُنطق «باجاري».

## تاريخ المصطلح
من المحتمل أن تكون الكلمة مشتقة من جمع اللقب البلغاري boila («أي نبيل»)، وbolyare الموثقة في النقوش بـ البلغارية  والتي تظهر كـ boilades أو boliades في اليونانية والتي تظهر في المستندات البيزنطية. ويحتمل أن يكون الاشتقاق الرئيسي لها من الجذور التركية bai (بمعنى «نبيل أو غني») وär. وقد أشار العنوان إلى الروس القدماء باسم быля (بيليا (bylya)).

## البويار في بلغاريا
يرجع أقدم أشكال السلافية من كلمة boyar—bolyarin، الجمع bolyari ((بالبلغارية: болярин, pl. боляри)‏)— إلى القرن العاشر، وقد وجد في بلغاريا؛ حيث يحتمل أن يكون قد نشأ من الكلمة البلغارية boila، والتي كانت تشير إلى الحالة الأرستقراطية العالية بين البلغاريين. وربما تحولت الكلمة من boilar أو bilyar إلى bolyar وbolyarin. ويدعم هذه النظرية البروتوكول الدبلوماسي في القرن العاشر للإمبراطور البيزنطي قسطنطين السابع، حيث كان يطلق على النبلاء البلغاريين اسم البولياد (boliades)،  في حين أن اللغة البلغارية في القرن التاسع كانت تطلق عليهم اسم بويلا (boila).
كان يطلق على النبلاء إبان الإمبرطورية البلغارية الأولى اسم بويلا (boila)، في حين أنه في الإمبراطورية البلغارية الثانية أصبح الاسم المقابل لذلك هو بوليار أو بوليارين. وكان لقب بوليار بالإضافة إلى اللقب الذي اشتق منه سابقه بويلا لقبًا يورث. وقد كان البوليار البلغاريون يقسمون إلى فيليكي (veliki) («الأكبر») ومالكي (veliki) («الأصغر»).
وحاليًا في بلغاريا، تستخدم كلمة بولياري للإشارة إلى قاطني فيليكو تارنوفو (Veliko Tarnovo) - التي كانت في يوم من الأيام عاصمة للإمبراطورية البلغارية الثانية.

## البويار في صربيا
في صربيا القرون الوسطى، كانت رتبة بويار (الصربية: Боjари، بوجاري (Bojari)) مساوية لرتبة البارون، والتي تعني «المحارب الحر» (أو «الرجل الحر» بصفة عامة)، حيث كانت أول رتبة بعد الفلاح أو عامل الزراعة الحر. ويأتي أصل الكلمة من كلمة المعركة (الصربية: бој، بوج (boj))، وبالتالي فإن البويار في صربيا كانوا بمثابة «رجال المعارك» أو الفئة المحاربة، مقارنة بالفلاحين، وقد كان بإمكانهم امتلاك الأراضي إلا أنهم كانوا مجبرين على الدفاع عنها والقتال من أجل الملك. وأثناء فترة حكم الإمبراطورية العثمانية بعد 1450، تبادل العثمانيون والنمساويون المجريون الكلمة الصربية. واليوم، أصبحت مصطلحًا عفا عليه الزمن يمثل الأرستقراطية (الصربية: племство، بليمستوف (plemstvo)).

## البويار في كييف روس

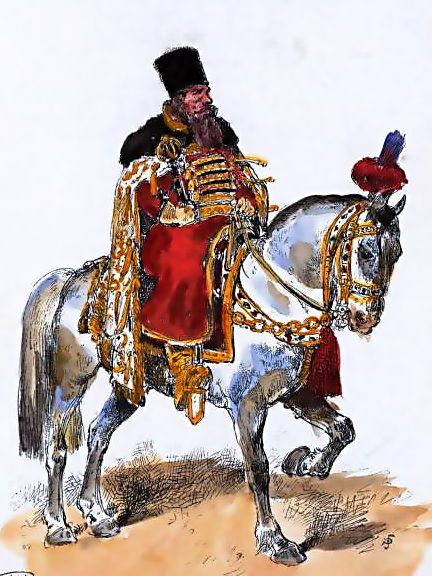
فارس بويار روسي من القرن السابع عشر

حظي البويار بسلطات ضخمة من خلال دعمهم العسكري لأمراء كييف. وقد اعتمدت سلطة وجاه العديد منهم، رغم ذلك، وفي فترة قصيرة، بشكل كامل تقريبًا على الخدمات المقدمة للدولة والتاريخ العائلي وتاريخ الخدمة، وبشكل أقل أهمية، على الملكية من الأراضي. وكان من الواضح أن البويار الأوكرانيين و«الروثينيين» مشابهون للغاية للفرسان من الغرب، لكن بعد الغزو المنغولي، فإن الارتباطات الثقافية المتعلقة بهم ضاعت في أغلبها.
وقد شغل البويار أعلى المناصب في الدولة، ومن خلال مجلس (الدوما (Duma)) كانوا يقدمون النصائح إلى الدوق الأكبر. وقد حصلوا على منح ضخمة من الأراضي، وكأعضاء في مجلس دوما البويار، كانوا المصدر الرئيسي للتشريع في كييف روس.
بعد الغزو المنغولي في القرن الثالث عشر، تم تجميع البويار من الأجزاء المركزية والشمالية في كييف روس (بيلارسيا وأوكرانيا حاليًا) ضمن النبلاء الليتوانيين والبولنديين (زلاشتا (szlachta)). في القرنين الرابع عشر والخامس عشر، شارك العديد من هؤلاء البويار الأوكرانيين الذين فشلوا في الحصول على لقب النبالة بنشاط في تكوين جيش القوزاق، الذي كان يتخذ من جنوب أوكرانيا الحالية مقرًا له.

## البويار في مسكوفي

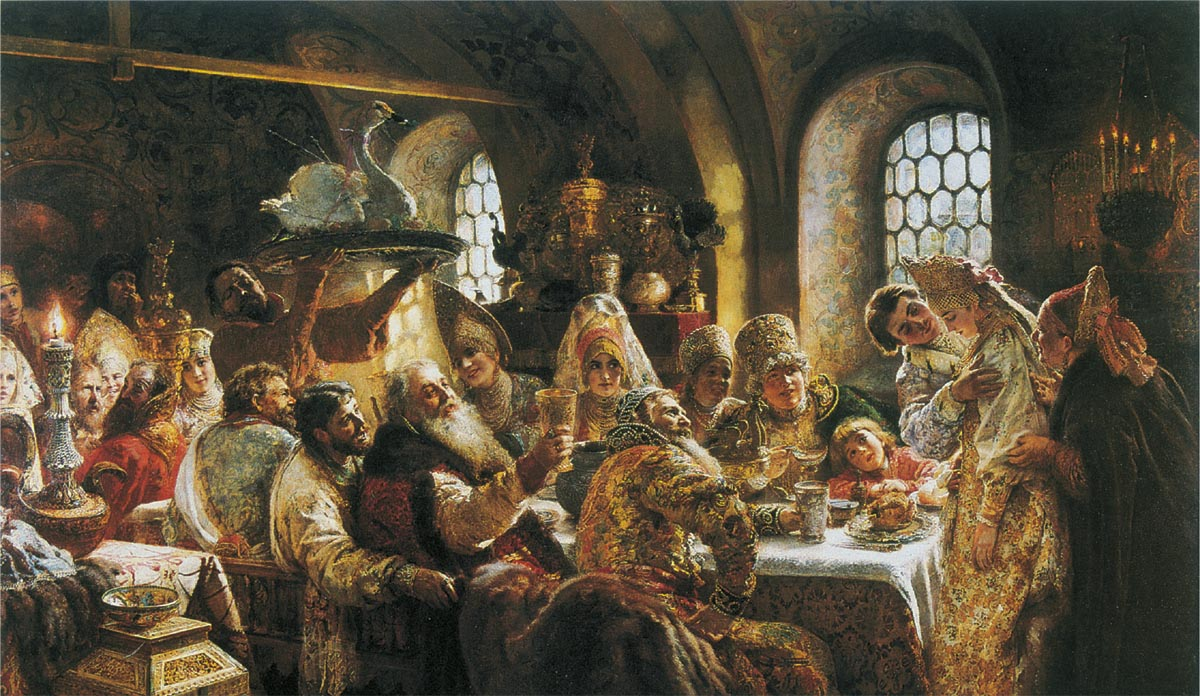
بويار روسيون يحتفلون بمراسم زواج

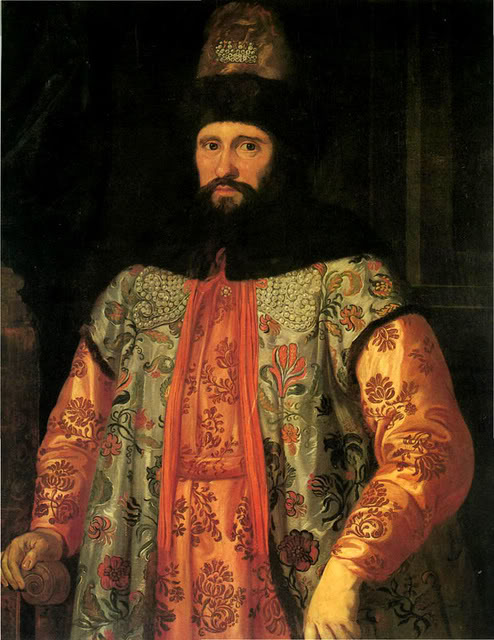
الدبلوماسي الروسي إيفان تشيمودانوف (Ivan Chemodanov) بريشة جاستس ساستيرمانس (Justus Sustermans)، عام 1656

في موسكو، في القرنين الرابع عشر والخامس عشر، حافظ البويار على نفوذهم. ومع ذلك، مع توحيد النياز من مسكوفي لقواتهم، قل نفوذ البويار بشكل تدريجي، خصوصًا إبان فترة حكم إيفان الثالث وإيفان الرابع.
وقد قيد القيصر إيفان الرابع «إيفان الرهيب» من نفوذ البويار بشكل كبير أثناء القرن السادس عشر. وقد تم تقليص الحق في الانتقال من خدمة أمير إلى أمير آخر، كما تم تقليص حقهم في امتلاك الأرض بدون الخدمة الإجبارية لـ القيصر.
وقد تم توسيع نطاق مجلس دوما البويار من حوالي 30 شخصًا إلى حوالي 100 شخص في القرن السابع عشر، وفي النهاية، تم إلغاؤه على يد القيصر بيتر الأكبر في عام 1711 في إصلاحاته المكثفة في الحكومة والإدارة.

## البويار في فالاشيا ومولدوفا
في مناطق كارباثيان التي يقطنها الرومانيون، ظهرت طائفة البويار (بالرومانية: boier)‏ من بين أصحاب المناصب الكبيرة (الذين أطلق عليهم اسم سنياز (cneaz) («القائد») أو جود (jude) («القاضي») في مناطق شمال الدانوب وسلنيك جنوبي النهر) بالمجتمعات الريفية في بدايات العصور الوسطي، والذين كان يتم انتخابهم في البداية، ثم ساعدتهم قدراتهم القضائية والإدارية بشكل وراثي وتدريجي على التوسع مقارنة بالمجتمعات الأخرى. وبعد ظهور المزيد من الهياكل السياسية المتطورة في المنطقة، تأكد تميزهم من خلال السلطة المركزية، والتي استخدمت هذا الامتياز من أجل تضمين الأفراد المنتمين إلى فئة البويار والذين تميزوا في المجالات العسكرية أو المدنية التي يقومون بها (من خلال تخصيص الأراضي لهم من النطاقات المملوكة للأمراء).

### حالة البويار
كان التسلسل الهرمي الاجتماعي في رومانيا يتكون من البويار والمازيل (mazil) والرازيس (răzeş). وكان الانتماء إلى طبقة البويار يستلزم ثلاثة أشياء: امتلاك الأراضي، وامتلاك عمال للزراعة، وامتلاك القدرات العسكرية و/أو الإدارية. وكان من الممكن أن يوكل للبويار وظائف في الدولة و/أو وظائف في المحاكم. وكان يطلق على هذه الوظائف اسم «ديرجاتوري (dregătorie)» أو «بوياري (boierie)». ولم يكن لأحد إلا الأمير القدرة على تعيين البوياري. وكان يتم تصنيف ملاك الأراضي الذين لا يمتلكون عاملي الزراعة على أنهم مازيل، إلا أنهم كان ينظر إليهم في نفس الوقت على أنهم ذوو أصول نبيلة (din os boieresc، والتي تعني حرفيًا «من دم بويار»). أما ملاك الأراضي الزراعية الذين كانوا يملكون نطاقات بدون تمييز (devălmăşie) وبدون عاملين زراعيين فكان يطلق عليهم اسم «رازيس (răzeşi)». ووفقًا لبعض المؤرخين، فقد كانوا من أحفاد ملاك الأراضي المازيل.

### منشأ المصطلح
رغم أن الوظائف لا يمكن أن يتم منحها إلا من الأمير، ولم يكن يتم توارثها، إلا أن امتلاك الأراضي كان يتم توارثه. وكان يمكن أن يقوم الأمير بمنح الأراضي إلى شخص ما إلا أنه لا يمكنه انتزاعها من ورثته إلا في حالة توافر أسباب خطيرة، مثل الخيانة. وبالتالي، فقد كان هناك نوعان من البويار: أولئك الذين كان أسلافهم، كرؤساء للمجتمعات الريفية القديمة، يملكون الأراضي قبل تكوين الدول الإقطاعية، بحيث يقوم الأمير فقط بتأكيد حالتهم السابقة على أنهم من ملاك الأراضي، وأولئك الذين حازوا النطاقات المخصصة لهم من خلال عطاءات الأمراء أو الذين ورثوها من أحد الأسلاف الذين حازوها من خلال مثل تلك العطاءات (قارن  التمييز بين أوراديل (Uradel) وبريفاديل (Briefadel) في الإمبراطورية الرومانية المقدسة والأنظمة الحاكمة الإقطاعية التالية لها). وفي زمن أسرة فاناريوت (Phanariot)، كان هناك كذلك بويار لم يكن لديهم أراضٍ على الإطلاق، لكنهم كانت لديهم وظائف موكلة لهم. وبتلك الطريقة، كان بالإمكان زيادة عدد البويار، من خلال بيع الوظائف لأولئك الذين يمكنهم تحمل ثمنها.

### التسلسل الهرمي

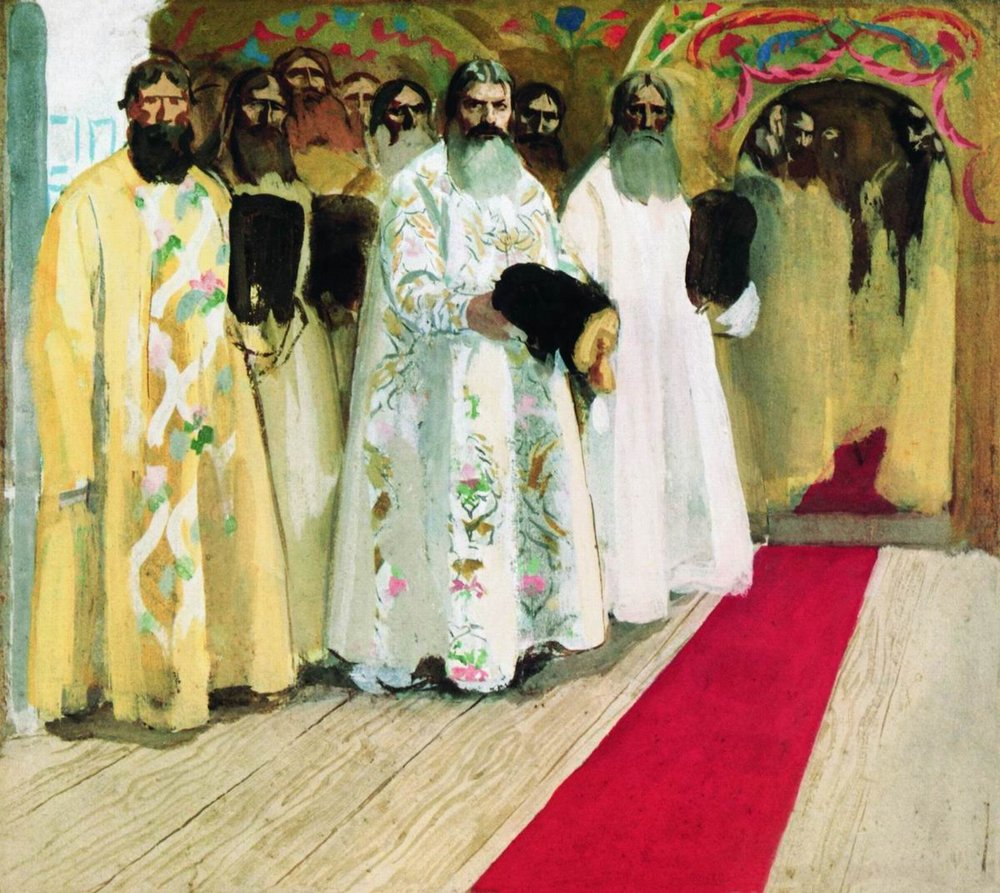
بويار يحملون قبعات جورلتانيا في لوحة بريشة أندريه ريابوشكين (Andrei Ryabushkin). كلما زاد ارتفاع القبعة، زادت المكانة الاجتماعية.

لقد أدى التحالف وثيق العرى بين حالة البويار وبين الوظائف العسكرية والإدارية إلى حدوث ارتباك، وقد تفاقم ذلك الارتباك في فترة فاناريوت (Phanariot): وقد بدأ النظر إلى تلك الوظائف على أنها ألقاب للنبلاء، كما هو الحال في الغرب. وفي الحقيقة، لم يكن الأمر على هذا الحال مطلقًا. فبشكل تقليدي، كان يتم تنظيم البويار في ثلاث طبقات: بويار الطبقة الأولى وبويار الطبقة الثانية وبويار الطبقة الثالثة. على سبيل المثال، كان هناك بوستيلنيك (postelnic) وبوستيلنيك ثانٍ وبوستيلنيك ثالث، وكان لكل منهم التزاماته وحقوقه. وكان الفرق في الحالة واضحًا للعيان حتى فيما يتعلق بالملابس أو الجانب المادي. فعلى سبيل المثال، لم يكن يحق إلا للبويار من الطبقة الأولى بتربية اللحية، أما باقي الطبقتين كان لا يحق لهم أكثر من تربية الشارب. وفي طائفة البويار من الطبقة الأولى، كانت هناك طبقة فرعية وهي «كبار البويار». وقد كانوا عبارة عن ملاك الأراضي الزراعية الكبار الذين كانوا يمتلكون كذلك وظائف سامية للغاية، مثل وظائف قاضي فورنيك الأكبر. ولم يكن يعلو هولاء البويار الكبار في المرتبة إلا الأمير.

### الأمير
غالبًا ما يكون الأمير عبارة عن بويار قبل أن يتم انتخابه أو تعيينه في منصب الأمير، إلا أن ذلك لم يكن شرطا ضروريا. ففي البداية، لا يمكن أن يتم انتخاب إلا من هم من أحفاد الأمراء لشغل مناصب الأمراء. وخلال حقبة فاناريوت، على الرغم من ذلك، كان يمكن أن يصبح أي شخص أميرًا إذا تم تعيينه من قبل السلطان (شريطة أن يكون غنيًا بما يكفي لشراء هذا اللقب من الصدر الأعظم). أثناء فترة الهيمنة العثمانية، وخصوصًا خلال فترة حكم فاناريوت، أصبح لقب الأمير وظيفة إدارية في التسلسل الهرمي للإمبراطورية العثمانية، وبالتالي فقد كان هو أعظم أشكال البويارد. وكان لقب أمير فالاشيا أو مولدوفيا مساويًا في مكانته للقب الباشا مع ذيلي خيول.